# Славин (посёлок)
Славин —посёлок в Дергачёвском районе Саратовской области в составе сельского поселения Демьясское муниципальное образование.

## География
Находится на левом берегу реки Алтата на расстоянии примерно 26 километров по прямой на запад-юго-запад от районного центра поселка Дергачи.

## История
Официальная дата основания 1870 год.

## Население
Постоянное население составляло 140 человек в 2002 году (русские 52%, курды 32%) , 72 в 2010.